# Jenna Ushkowitz
Jenna Ushkowitz est une actrice américaine, née le 28 avril 1986 à Séoul en Corée du Sud. Elle est principalement connue pour son rôle de Tina Cohen-Chang dans Glee, la série télévisée musicale de la Fox.

## Biographie

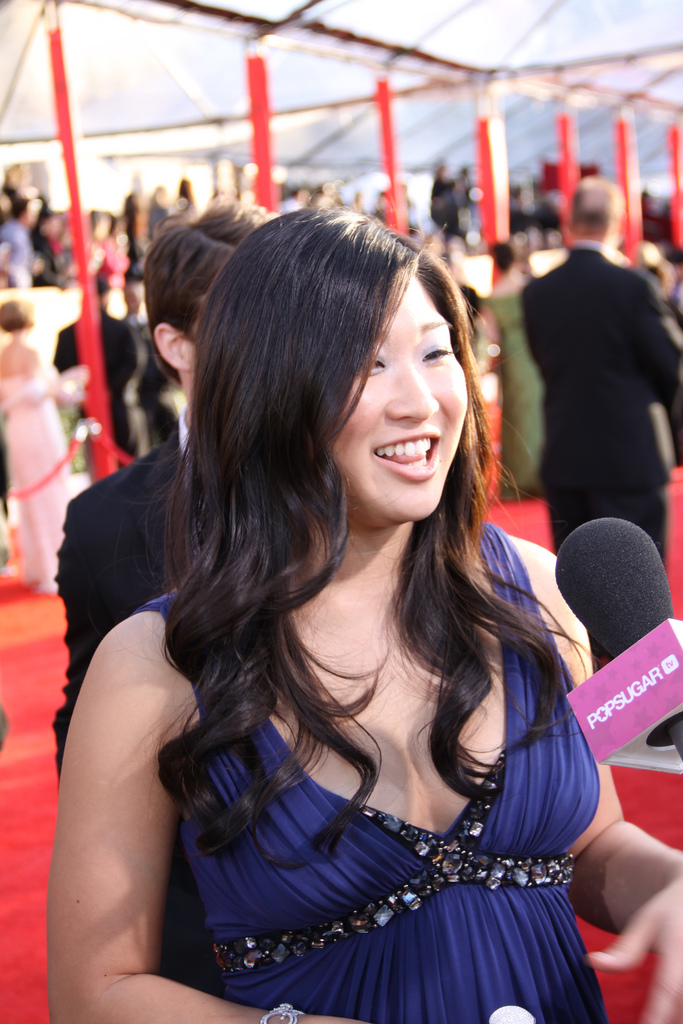
Jenna Ushkowitz au SAG Awards de 2010

Jenna Ushkowitz est née à Séoul et a été adoptée quand elle avait trois mois. Elle a été élevée à Long Island, New York, dans une famille catholique. Elle a d'ailleurs fréquenté durant sa scolarité des établissements catholiques. Dans son lycée, il y avait un important département de théâtre. Jenna Ushkowitz y a été diplômée en 2004, en jouant Les Misérables et bien d'autres pièces. Puis en 2007, elle a été diplômée du Marymount Manhattan College.

## Carrière
Jenna baigne dans le show business depuis l'âge de trois ans. Elle a participé à plusieurs séries télévisées. C'est aussi une chanteuse : elle a en effet chanté dans plusieurs comédies musicales de Broadway. C'est à Broadway qu'elle a rencontré, à huit ans, Lea Michele. Elle a été révélée au public dans le monde pour son rôle de Tina Cohen-Chang, dans la série Glee.
En 2013, elle sort un livre, Choosing Glee, pour apprendre aux gens à positiver dans la vie et trouver l'inspiration. Plusieurs de ses partenaires de Glee l'ont aidée (Lea Michele, Becca Tobin, Darren Criss, Kevin McHale, Vanessa Lengies, Harry Shum Jr). En 2017 elle apparait dans le clip de Swish Swish de Katy Perry.

## Vie privée
En janvier 2011, elle commence à fréquenter l'acteur Michael Trevino mais ils se séparent en mai 2014 après trois ans de relation. Son meilleur ami est l'acteur Kevin McHale.
Le 24 juillet 2021, elle épouse son compagnon David Stanley.
Le 27 janvier 2022, le couple annonce qu’il attend leur premier enfant, une fille.
Le 2 juin 2022, le couple accueille leur fille prénommée Emma.
Le 28 juin 2024, le couple annonce qu'il attend leur deuxième enfant.

## Filmographie

### Cinéma
- 1999 : Dix bonnes raisons de te larguer
- 2001 : Educated : Wendy
- 2011 : Glee ! On Tour : Le Film 3D (Glee: The 3D Concert Movie) : Tina Cohen-Chang / Elle-même

### Télévision
- 1988 : 1, rue Sésame : Elle-même
- 1988 : Reading Rainbow : Elle-même
- 1988 : As the World Turns : Elle-même
- 1989 : Babyface : Elle-même
- 1990 : Yankees on Deck : Elle-même
- 2007 : La Vie de palace de Zack et Cody : Violoniste
- 2009 - 2015 : Glee : Tina Cohen-Chang
- 2011 : The Glee Project : Elle-même

## Discographie
- Saison 1
  - I Kissed a Girl de Katy Perry
  - Tonight (West Side Story)
  - True Colors de Cyndi Lauper
- Saison 2
  - Getting to Know You (en) de Le Roi et moi
  - My Funny Valentine (Place au rythme)
  - I Follow Rivers de Lykke Li
  - Sing! avec Harry Shum Jr de A Chorus Line
  - Dog Days Are Over avec Amber Riley de Florence and the Machine
- Saison 3
  - Because You Loved Me de Céline Dion
  - LOVE avec Harry Shum Jr de Nat King Cole
  - Flashdance... What a Feeling (Flashdance) avec Lea Michele de Irene Cara
- Saison 4
  - Gangnam Style de Psy
  - I Don't Know How to Love Him (en) de Jesus Christ Superstar
  - Hung Up de Madonna
- Saison 5
  - Revolution des Beatles